# Abutaleb Talebi
Abutaleb Talebi Gorgori (pers. ابوطالب طالبی گرگری; ur. 10 kwietnia 1945 w Marani, zm. 21 lipca 2008 w Teheranie) – irański zapaśnik.

## Kariera
W 1968 wystartował na igrzyskach olimpijskich, na których zdobył brązowy medal w wadze koguciej w stylu wolnym.
Trzykrotny brązowy medalista mistrzostw świata w wadze koguciej w stylu wolnym: z 1966, 1967 i 1969. Szósty na igrzyskach azjatyckich w 1970.
W 1972 zakończył karierę.

## Losy po zakończeniu kariery
Zmarł 21 lipca 2008 w wieku 63 lat, a pochowany został 24 lipca 2008.

## Życie osobiste
Miał żonę i czworo dzieci.